# Ladrón que roba a ladrón
Ladrón que roba a ladrón é um filme norte-americano de 2007 dirigido por Joe Menendez e estrelado por Fernando Colunga. Teve um custo de $6.875,089 de dolares, e foi filmado nos Estados Unidos, México, América central e Colômbia.

## Sinopse
Emilio e Alejandro, são dois ladrões profissionais que planejam roubar Moctezuma Valdez, o guru dos infomerciais, querem todo o dinheiro que ele ganhava com a venda de produtos defeituosos na TV. Eles precisarão de um certo número de indivíduos para executar o plano. Emilio e Alejandro, com a ajuda de alguns imigrantes conseguiram roubar até o último centavo de Valdez e distribuir todo esse dinheiro para todos os compradores roubados por Valdez.

## Elenco
- Fernando Colunga como Alejandro
- Miguel Varoni como Emilio
- Gabriel Soto como Aníbal
- Julie Gonzalo como Gloria
- Ivonne Montero como Rafaela
- Sonya Smith como Verónica
- Saúl Lisazo como Moctezuma Valdez
- Oscar Torres como Miguelito
- Rubén Garfias como Rafa
- Jojo Henrickson como Julio
- Richard Azurdia como Primitivo
- Jon Molerio como Guardia de Cabina
- Silvia Curiel como María
- James McNamara como Padre O´Malley